# Власов, Павел Васильевич (рентгенолог)
Павел Васильевич Власов (1929—2011) — советский и российский врач, рентгенолог, доктор медицинских наук, историк медицины и благотворительности в России.

## Биография
Родился 16 августа 1929 г. в селе Нагорном Саянского района Красноярского края в семье шахтера. 
В 1947 году окончил десятилетку и поступил в Красноярский медицинский институт.
После специализации по рентгенологии в Баку был направлен на работу в Норильск. В 1958 году обучался в ординатуре по рентгенологии под руководством С. А. Рейнберга, аспирантуре по рентгенологии в ЦИУВ на кафедре рентгенорадиологии профессора Ю. Н. Соколова. Результаты работы над кандидатской диссертацией (1963 год) легли в основу его монографии «Рельеф слизистой желудка в норме и патологии».
По окончании аспирантуры работал старшим научным сотрудником в Институте медицинской радиологии Академии медицинских наук (г. Обнинск), где под руководством академика РАМН Г. А. Зедгенидзе защитил диссертацию на соискание степени доктора медицинских наук.
С 1973 по 1986 год руководил рентгендиагностическим отделом Московского НИИ рентгенорадиологии.
С 1986 по 2001 год — президент Российской Ассоциации рентгенологов и радиологов и одновременно главный рентгенолог Минздрава РФ. Власов — организатор первых ежегодных Российских научных форумов «Радиология» в Москве, которые затем развились во «Всероссийские национальные конгрессы лучевых диагностов». При П. В. Власове ассоциация стала полноправным членом Европейской ассоциации радиологов.
В марте 1999 года в знак признания исключительных заслуг и вклад в развитие Европейского радиологического сообщества Европейская Ассоциация Радиологов наградила Павла Власова медалью имени Бориса Раевского — крупного ученого-радиолога, в 1920-е годы эмигрировавшего из России и являвшегося основателем Европейской Ассоциации Радиологов.
С 2001 по 2011 год заведовал кафедрой лучевой диагностики Института повышения квалификации Федерального медико-биологического агентства.
Автор более 400 научных и научно-популярных публикаций, в том числе 10 монографий в области рентгенологии, рентгенодиагностики в гастроэнтерологии и пульмонологии. Под его руководством были защищено 4 докторских и 12 кандидатских диссертация. Популяризатор научных достижений рентгенологии: его книга «Беседы о рентгеновских лучах», изданная в серии «Эврика» и претерпевшая несколько изданий, переведена на французский, немецкий, японский и словацкий языки.
Историк медицины, много лет занимался изучением истории благотворительности в России. Его перу принадлежат две книги по истории благотворительности в России и ряд статей[сколько?] по истории медицины в рубрике «История» московской газеты «Больница».
Умер в Москве 6 августа 2011 г.

## Награды
- медаль имени Бориса Раевского (12 марта 1999)[17][18],
- оpден «За заслуги пеpед Отечеством II степени» (1999),
- значок «Отличнику здравоохранения» (1968),
- медаль «За доблестный труд» (1970),
- медаль «Ветеpан тpуда» (1987),
- медаль «В память 850-летия Москвы» (1997).

## Память
В июне 2013 года ФГБУ «Российский научный центр рентгенорадиологии» Минздрава РФ учредил памятную медаль имени профессора П. В. Власова, в память о вкладе Павла Васильевича Власова в развитие отечественной лучевой диагностики. Медалью награждаются специалисты в области лучевой диагностики, внесшие существенный вклад в развитие рентгенологии, компьютерной и магнитно–резонансной томографии, ультразвуковой диагностики, как в России, так и за рубежом.
Награждение Памятной медалью происходит ежегодно в День медицинского работника РФ на основании решения Комитета по награждению Памятной медалью имени П. В. Власова.

## Избранные труды
- Соколов Ю. Н., Власов П. В. Рельеф слизистой желудка в норме и патологии. — 1968. — 308 с.
- Власов П. В. Методика рентгенологического исследования толстой кишки: (Методическое пособие) / М-во здравоохранения СССР. Акад. мед. наук СССР. Науч.-исслед. ин-т мед. радиологии. — Обнинск: [б. и.], 1971. — 26 с.
- Власов П. В. Клинико-рентгенологическая семиотика рака желудка. — М.: «Медицина», 1974. — 224 с.
- Власов П. В. Беседы о рентгеновских лучах (серия "Эврика"). — М.: Молодая гвардия, 1977. —  222 с.
- Власов П. В. Обитель милосердия: [О дорев. моск. благотворит. учреждениях] / П. Власов. — М.: Моск. рабочий, 1991.
- Власов П. В. Без ностальгии. Проблемы подготовки специалистов в области лучевой диагностики // Медицинская визуализация. 1999. Июль-сентябрь. С. 45-51.
- Власов П. В. Благотворительность и милосердие в России. — «Центролиграф», 2001 — 445 c.
- Власов П. В. Рентгенодиагностика заболеваний органов пищеварения. — М.: Видар-М, 2008 — 280 с.
- Власов П. В. Лучевая диагностика заболеваний органов грудной полости. — М.: Видар-М, 2008 — 312 с.
- Власов П. В., Котляров П. М., Жук Ю. Н. Рентгенодиагностика в урологии. — М.: Видар-М, 2010 — 96 с.